# Victorinox
Victorinox es una marca suiza de Navajas y Cuchillos fundada en 1884 por Karl Elsener. En el año 2005, Victorinox adquirió a su rival, Wenger, para volver a convertirse en la única fábrica que provee de navajas al Ejército suizo.

## Historia
La empresa fue fundada en 1884 y ha entregado navajas al ejército suizo desde 1891. Su famoso emblema -una cruz en un escudo- ha sido utilizado por Victorinox desde 1909. Aquel año falleció la madre de Karl Elsener, el fundador de la empresa. Elsener decidió rendir un homenaje a su progenitora y cambió el nombre de la compañía a "Victoria". En 1921, con la introducción de la palabra "inox" (término francés usado para referirse a los objetos hechos de acero inoxidable a sus productos, la marca y el nombre de la empresa se convirtieron en "Victorinox".
El 26 de abril de 2005, Victorinox adquirió a Wenger, la otra compañía que proveía oficialmente cuchillas al ejército suizo. Ambas marcas se han mantenido intactas hasta 2014, que Victorinox deja de utilizar la marca Wenger, conservando algunos de sus modelos pero ya bajo la marca Victorinox.

## Productos

### Navaja Suiza

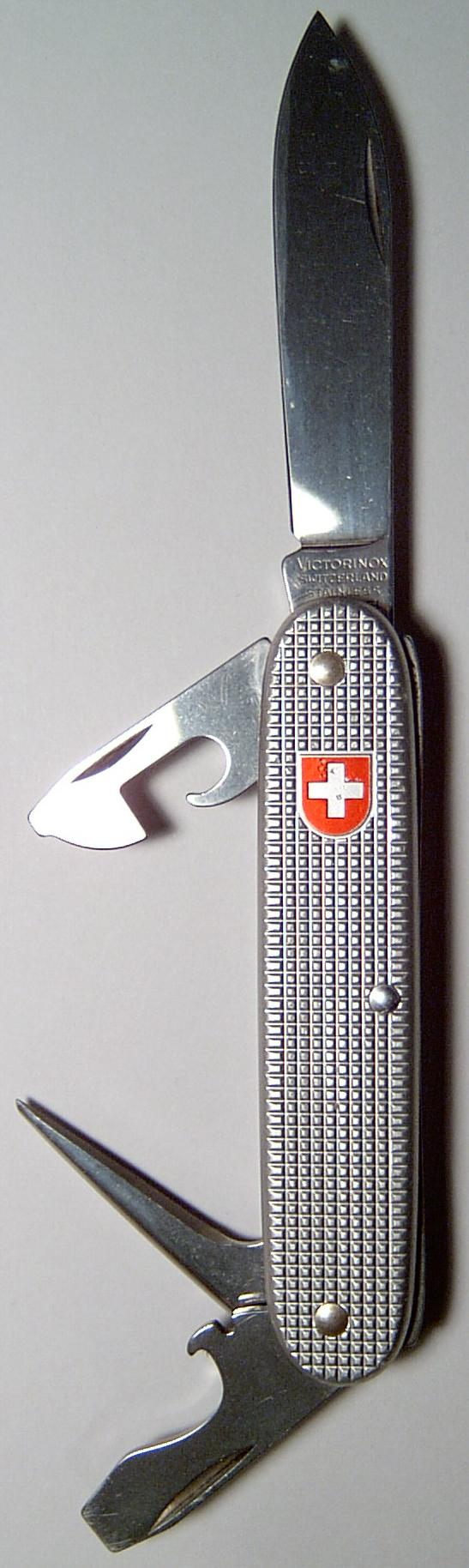
El modelo usado por el ejército suizo no cuenta con un sacacorchos.

La Navaja del Ejército Suizo es el producto más representativo de Victorinox. Originalmente, fue la única navaja suministrada de manera oficial al ejército suizo. Desde el año 1908, el ejército comenzó a recibir las navajas Victorinox, además de las Wenger. Ambas empresas compartían el contrato, el cual estipulaba que Victorinox podía usar el eslogan "La navaja suiza original", mientras que Wenger utilizaría "La genuina navaja suiza".
Las Navajas Suizas son usadas también fuera del ejército. Son instrumentos de uso cotidiano y están disponibles en una amplia variedad de tamaños y combinaciones funcionales. Incluso, los astronautas de la NASA cuentan con navajas Victorinox -modelo 5044 referencia en EE. UU., 1.4763.SS referencia suiza- como parte del equipamiento estándar. Las navajas suizas también han sido llevadas al Monte Everest y al Ártico. El modelo insigne de Victorinox, la SwissChamp, está en la colección permanente de diseño del Museo de Arte Moderno de Nueva York.

### SwissCard
Una de las maneras con que Victorinox ha intentado adaptarse a la decreciente utilización de cuchillas de bolsillo en los últimos años, es la introducción de otras herramientas multipropósito. Tal es el caso de la SwissCard (del inglés, Tarjeta Suiza) que fue diseñada para albergar herramientas, manteniendo un tamaño similar a una tarjeta de crédito.

### SwissTool
Las SwissTools (Herramientas Suizas) son la propia versión de las multiherramientas marca Leatherman. Consisten en un alicate con otras herramientas plegadas dentro de sus empuñaduras. Propiamente, esta multiherramienta es muy parecida a Leatherman; aunque ésta no es la original, que fue creada en Francia por Luis Yanfort. Con el tiempo fue mejorada y Leatherman apropió la idea, al igual que Victorinox.

### Relojes
Desde 1989, la marca ha producido en Suiza relojes de bolsillo y de pulsera, mecánicos y automáticos, pasando por múltiples y rigurosas pruebas de calidad.
Han creado numerosas líneas como son Officers (oficiales), Airboss (oficiales aéreos), Night Vision (luz nocturna), Alliance (elegancia), Maverick (buceo), Fieldforce (ejército), I.N.O.X. (resistentes), entre más modelos. Los Airboss, por ejemplo, han sido fabricados inspirados en los pilotos de avión, y su funcionalidad está dirigido a ellos.
Estos relojes solo pueden ser vendidos en tiendas autorizadas por Victorinox Swiss Army (Victorinox Ejército Suizo) y cada reloj cuenta con una garantía de 5 años.

### Cuchillería de cocina
Una gran variedad de utensilios de cocina es vendida por Victorinox, pero no llevan el logotipo del ejército suizo impreso en ellos. Por un tiempo, Victorinox comercializó cuchillería de cocina bajo el nombre de la marca Forschner quien fue su socio comercial en Estados Unidos. Después de la adquisición de Swiss Army Brands Inc., Victorinox integró la línea de productos de Forschher a su línea de cuchillería y silenciosamente dejó de usar la marca Forschner en favor de Victorinox. La misma situación se dio en el 2013 cuando Victorinox integró los productos de Wenger con las líneas Grand Maître y Swibo. Las cuchillería de Victorinox actualmente la componen las familias Grand Maître, Swibo, Swiss Classic, Standard, Rosewood, Fibrox, y diversos accesorios.

### Mochilas y artículos de viaje
Desde 1999 Victorinox ha entrado a la fabricación de artículos de viaje, como mochilas, accesorios de viaje, maletas y carteras; la mayoría de ellos elaborados con nailon balístico.
Sin embargo, en años recientes también han lanzado colecciones de maletas hechas de policarbonato (Colección Spectra)

### Ropa
En el año del 2001 para el mercado norteamericano se diseña una colección de ropa para tiempo libre y ropa para ejecutivos, muy apreciada porque reúne las mismas características de alta calidad y funcionalidad que el "Swiss Army Knife".
El 17 de febrero de 2017, Victorinox anunció que cerrará su división de ropa al final del 2017. La decisión se debe que la compañía busca fortalecer en las categorías de productos consideradas clave para la empresa.

### Fragancias
En el año del 2007 Victorinox lanza la línea de perfumes de Wenger bajo el emblema de Victorinox.
Con esto se completan las 6 categorías que se manejan en la actualidad: navajas, cuchillos, relojes, equipo de viaje, ropa y fragancias.